# Vår
För andra betydelser, se Vår (olika betydelser).

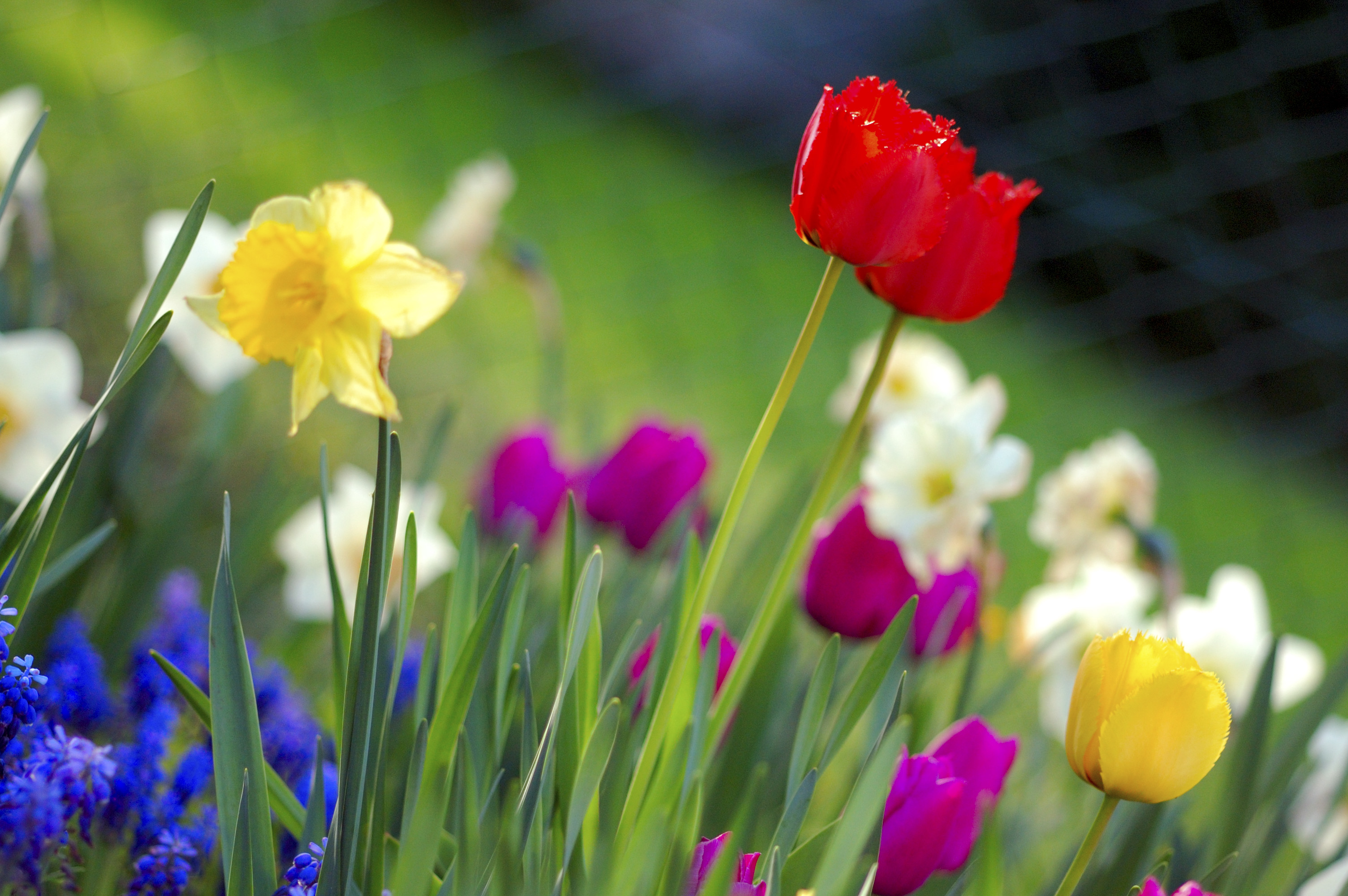
Trädgård med tulpaner på våren.

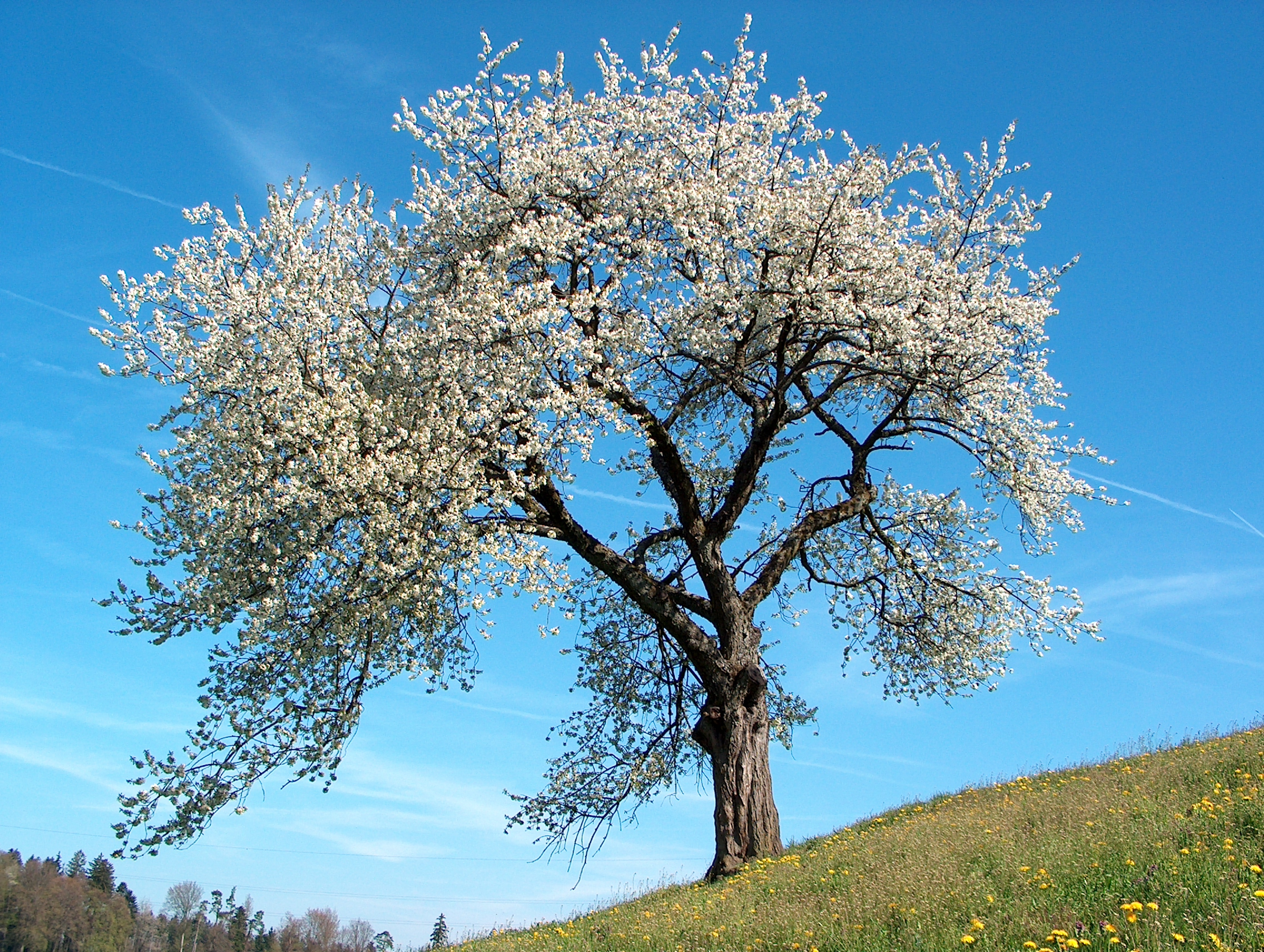
Surkörsbär blommar på våren.

Vår är inom tempererat klimat en av de fyra årstiderna, som på norra halvklotet enligt årets kalenderindelning brukar omfatta månaderna mars, april och maj, och på södra halvklotet brukar våren enligt kalender omfatta månaderna september, oktober och november. Då årstiderna inte ser likadana ut i de olika delarna av världen saknas dock internationell meteorologisk definition.

## Vår i Sverige
SMHI definierar att den meteorologiska våren infaller när dygnsmedeltemperaturen är stigande och i sju dygn i följd är högre än 0 grader men under 10 grader. Då infaller våren den första av dessa dygn. Dessutom gäller att våren inte kan börja före 15 februari. Enligt en kalendarisk definition omfattas våren av månaderna mars, april och maj.
Den astronomiska våren börjar på norra halvklotet vid vårdagjämningen (20/21 mars) och slutar vid sommarsolståndet (20/21 juni).

## Kulturella tolkningar
Våren är en årstid som förknippas med förnyelse och pånyttfödelse, vilket till exempel lett till namngivningen av Pragvåren 1968, då Tjeckoslovakien försökte införa en ökad liberalisering av det dåvarande politiska systemet, och Arabiska våren som representerar störtandet av diktaturer och ökad liberalisering i flera arabiska stater.
Under våren finns flera helgdagar och andra särskilda dagar, med särskilda riter, ofta med vissa inslag som anknyter just till vårens pånyttfödelse av naturen. Exempelvis finns påsk, aprilskämt, valborgsmässofirande och pingst.

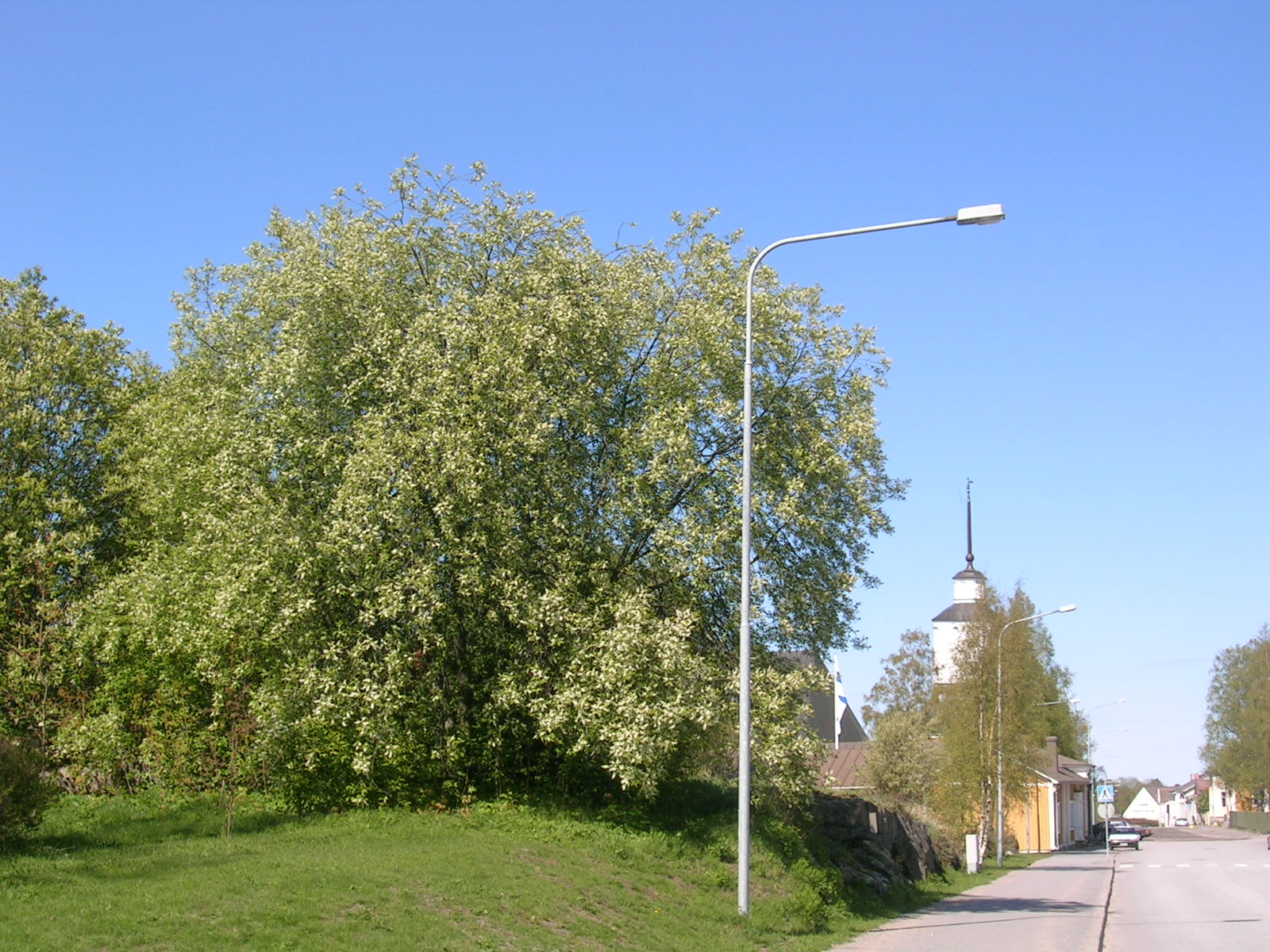
Blommande hägg i Nykarleby i Finland.

Våren (La primavera, komponerad 1723, uruppförd 1725) är en av fyra violinkonserter i Vivaldis komposition De fyra årstiderna. Våroffer (franska: Le Sacre du printemps) är ett modernistiskt dansdrama från år 1913, med undertiteln Bilder av det hedniska Ryssland. Det tonsattes av Igor Stravinskij, som också skrev librettot tillsammans med Nicholas K. Roerich.